# Rêve-en-Bulles
Vous pouvez aider à l'améliorer ou bien discuter des problèmes sur sa page de discussion.
- Il contient une ou plusieurs listes. Le texte gagnerait à être rédigé sous la forme d’un ou plusieurs paragraphes synthétiques, afin d’être plus agréable à lire. (Marqué depuis octobre 2018)
- Il doit être recyclé. La réorganisation et la clarification du contenu sont nécessaires. (Marqué depuis octobre 2018)

Rêve-en-Bulles est un fanzine de bande dessinée belge qui a connu quinze numéros de 1991 à 1997. Au carrefour de Hop ! et des Cahiers de la bande dessinée (dernière époque), il aborda l'actualité de la bande dessinée, sous diverses formes (interviews, critiques, news…). En constante évolution, celui-ci mit en exergue de jeunes talents, puis aborda la nouvelle vague de bande dessinée. Il a été dirigé par Benoit Houbart.
En plus du magazine, ReB publia un Carnet collectif d'esquisses, des mini-albums (format comics) et une sérigraphie.
Rêve-en-Bulles a reçu l'Alph'Art Fanzine du festival d'Angoulême en 1995,.

## Contenu
Sommaires détaillés des différentes parutions
- BD-Flash no 1, avril 1991 avec une mini-interview de François Schuiten et Benoît Peeters, des infos et les prévisions.
- ReB no 1, octobre 1991 avec Frank Pé, Jung ; info, presse, fanzines, prévisions.
- ReB no 2, mars 1992 avec Régis Loisel, André Leborgne, Jean-Charles Kraehn, Philippe Wurm ; info, presse, fanzines, prévisions.
- BD-Flash no 1, mai 1992 info (gratuit)
- ReB no 3, septembre 1992 avec Philippe Francq, Will, Bruno Marchand, André Leborgne et contient des bds de Rachid et de Tomi, esquisses de (Duquesnoy) et René Follet, création de Severin (pin's). Il a en supplément le BD Flash # 2 : infos, critiques, prévisions, brefs parcours Duquesnoy, fanzines, hommage à Bob de Moor, USA info.
- ReB no 4, janvier 1993 avec Marc Michetz (Bosse et Yann), François Boucq, José Martinez, article sur le samouraï, aperçu sur la bd allemande et contient la BD d'Anne Gilbert, le portfolio Graine de Sésame, ainsi que les créations de Severin et Phil. Son supplément intitulé : BD Flash # 3 comprend des infos, critiques, prévisions, brefs parcours (Mauricet), fanzines, hommage à Peyo, bel objet, USA info.
- ReB no 5, mai 1993 avec Jan Bosschaert et Al Severin, Olivier Saive, Schultheiss et Seiber, comprend : la bd de Thérèse Huglo, portfolio de Follet (et sa biographie), esquisses de José Martinez, création de : Severin (Les cauchemars d'un amateur), les grands illustrateurs (Jijé, Liliane et Fred Funcken, Aidans). Son supplément : BD Flash # 4 s'étend sur le Festival d'Angoulême 1993, infos, critiques, prévisions, jeune loup (Midam), fanzines, bel objet, USA info.
- ReB no 6, octobre 1993 avec Philippe Berthet et Dominique David, Michel de Bom, Yves Sente, John Kusters, Frank Pé au Japon. Il contient le portfolio de Régis Loisel : Mythologie grecque et a comme supplément : BD Flash # 5 : infos, critiques, prévisions, petites annonces, collectionnite aigüe, fanzines, hommage à Jacques Laudy, USA info.
- ReB no 7 (Lapière), janvier 1994 avec Denis Lapière, Jean-Philippe Stassen, Magda Seron et Olivier Wozniak, Michel Constant, Alain Sikorski, Pierre Bailly. Il contient le portfolio de Blanc-Dumont et a pour supplément : BD Flash # 6 : infos, critiques, prévisions, collectionnite aigüe, fanzines, hommage à Alberto Breccia et Jacques Géron, flash USA, Ronald Putzker (Allemagne).
- ReB no 8, juin 1994 avec Franz Drappier, Guy Counhaye, Michel Plessix, Christian Denayer, Loustal, Fred, Brazil, Jean-Léon Huens, Éric Lenaerts. Il contient des strips de José Parrondo et le supplément : BD Flash # 7 : Festival d'Angoulême 1994, bilans 93, critiques, prévisions, la micro-édition et fanzines, hommage à Jack Kirby.
- ReB no 9, novembre 1994 avec Gine, Christian Lamquet, Bédu, Olivier Grenson, hommage à Mitacq, Man Arenas. il contient la BD de Catherine Adamik, Fabien De Plekker (Ptomaël), André Georges et les strips de José Parrondo. Il a pour supplément : BD Flash # 8 : (À suivre) : 200 numéros, critiques, prévisions, la micro-édition (les labels indépendants, par Morin), fanzines, hommage à Marijac.
- ReB[4] no 10, mars 1995 avec Yslaire (et Yann), Laurent Verron, André Benn, Nicolas de Crécy, Moebius, Jean-Luc Cornette. Il contient des planches de Isac Galuao avec une rétrospective. Il a pour supplément : BD Flash # 9-10

Philippe Vuillemin, Pazienza, bilan 94, Cybersix, critiques, prévisions, la micro-édition, fanzines, hommage à Marijac ainsi que le supplément : Le ReBeLlE qui comporte la BD de Stéphane Noël, John Kusters, Monnin, Letroye et Eco.
- ReB no 11, septembre 1995 avec Johan De Moor, Claire Wendling, Sergio Salma, Michel Deligne, F'murr, dossier 7 Vies avec des interviews d'André Juillard, Marco Venanzi, Patrick Cothias. Il a pour supplément : BD Flash # 11 qui s'étend sur Seuil Jeunesse, hommage spécial à Hugo Pratt, Baudoin, critiques, prévisions, les fanzines, la micro-édition, l'étranger, Yann pour Tako t. 2 et le supplément : Le Rebelle en invité Brain Produk avec des bds de Panik, Baloo, Eco, Stéphane Noël, Obao.
- ReB no 12, janvier 1996 avec Andreas (+ Berthet, Philippe Foerster, Cossu), Baru, Michel Deligne, Renaud Denauw, Barly Baruti, la fête des 100 ans de la bd en Belgique. Il a comme suppléments : BD Flash # 12 : Le Japon chez Casterman, Cent ans de BD (le programme), BD Charleroi 95 (les indés), flash-albums (dont Bone de Jeff Smith), kids, micro-flash no 1 (la micro édition, les fanzines, les éditions spéciales) avec une interview de Christopher…

supplément : Le Rebelle en invité : Hécatombes avec des bds de Benoît Henken, Fabrizzio, Nikola Witko, Toshy, Jürg, Ptomaël, Pascal Godfrind.
- ReB no 13, juin 1996 avec Jean-Claude Forest, David Chauvel, Stan et Vince, Daniel Ceppi, Alain Bignon, Lefrancq vs Hélyode, Miguelanxo Prado et son supplément : BD Flash # 13

flash-albums (dont Qui a tué l'idiot de Dumontheuil), kids, flash-actualités (Long Courrier…), flash-infos, micro-flash no 2 (la micro édition, les fanzines, les éditions spéciales)
supplément : Le Rebelle en invité : Jean-François Guay (bds et interview de l'auteur)
- ReB no 14, novembre 1996 avec Christian Rossi et Serge Le Tendre, Éric Joris, David B., Lian Ong (Horizon t. 1), chroniques, la bd en Flandre, bd flash, L'alternateur (la bande dessinée alternative) avec une interview de Cizo.
- ReB[5] no 15/16, juillet 1997 avec Yann (bds inédites de Slet et Yann), Lax, Grzegorz Rosiński, Joe Sacco (Palestine t. 1), chroniques, actualité, L'alternateur (la bd alternative) avec une interview de Laure del Pino et Olivier Josso.

## Hors-séries
- ReB HS no 1 : Esquisses, novembre 1992, crayonnés de : Philippe Berthet, Al Severin, Olivier Grenson, Philippe Wurm, Thierry Bouüaert, Bruno Marchand
- ReB HS no 2 : Création, novembre 1993, Anguille Crue, de Denis Lapière et Pierre Bailly (réédité par La Cafetière éditions)
- ReB HS no 3 : Création, novembre 1994, Sousoupe, de Jean-Luc Cornette (coédition avec Oro Productions)
- Grunge no 0 (pastiche), janvier 1995.

## Quelques collaborateurs
L'ours du fanzine nous apprend que le rédacteur en chef Benoit Houbart (1991-1997) a su s'entourer d'un comité de rédaction dans lequel Erik Kempinaire exerce la fonction de secrétaire de rédaction (1993-1995), d'un secrétaire de rédaction Olivier De Broyer (1996-1997) et François Chapaux comme rédacteur en chef adjoint (1992-1994) tout comme Emmanuel de Bruyn (1994-1997), Bruno Bauduin s'occupe quant à lui de la logistique et Martine Jansen effectue les corrections, à leurs côtés les signatures de Marc Bauloye, Serge Buch, Christophe Canon, Marc Carlot, Christophe Coppens, Amaury Daele, Jean-Marie Derscheid, Marc Descornet, Patrick Gaumer, Jacques Herschkowitz est le spécialiste des Comics, Denis Honhon, Tony Larivière, Pascal Lefèvre, Philippe Maca (traductions), Philippe Morin, Bertrand Panier, Olivier Petit, Pierre Polomé, Thomas Ragon, Gilles Ratier, Jean-François Vallée, Nathalie Van Campenhoudt, Franz Van Cauwenbergh, Peter Van Laarhoven ou encore Éric Vermeulen apparaissent comme rédacteurs réguliers ou ponctuels.